# Além do Peso
Além do Peso foi um reality show brasileiro produzido e exibido pela RecordTV. Inicialmente era exibido dentro do Programa da Tarde e, posteriormente, foi transferido para o Hoje em Dia. É uma adaptação do programa argentino intitulado Cuestión de Peso, que se dedica a ajudar um grupo de oito pessoas obesas a perderem peso. O reality show teve cinco temporadas.

## Pesagens e benefícios
Pesagem Eliminatória: São realizadas geralmente às segundas e sextas-feiras. Elimina o participante que não conseguir emagrecer o suficiente para atingir a meta de 1% a menos de seu peso atual até sexta. Quem não conseguir manter o mesmo peso da sexta até segunda também sofrerá eliminação. Se houver feriados nacionais, a pesagem eliminatória pode acontecer na terça (se o feriado for na segunda), quarta (durante o Carnaval) ou na quinta-feira (se o feriado for na sexta).
Pesagem de Risco: Geralmente feita na quinta-feira, para saber se o participante está longe da meta de sexta. Caso estiver, terá que usar a camiseta preta do Peso de Risco.
Jantar de Gala: Tem como objetivo testar os competidores. O participante que perder mais peso do que os outros durante a semana ganha o direito de escolher o local e o cardápio do jantar de gala.

## Participantes

### Primeira temporada
A primeira temporada estreou em 23 de setembro de 2013, com a apresentação dos 8 participantes e terminou em 13 de dezembro de 2013, com a escolha do vencedor.  
| Participante | Data de entrada        | Peso inicial | Data de elim./alta     | Último peso | Estado                        | Emagreceu |
| ------------ | ---------------------- | ------------ | ---------------------- | ----------- | ----------------------------- | --------- |
| Camila       | 23 de setembro de 2013 | 120,1 kg     | 13 de dezembro de 2013 | 96,4 kg     | Finalista                     | 23,7 kg   |
| Caroline     | 23 de setembro de 2013 | 121,4 kg     | 18 de outubro de 2013  | 114 kg      | 2º Eliminado Por 0,1 kg       | 7,4 kg    |
| Eduardo      | 8 de novembro de 2013  | 99,7 kg      | 13 de dezembro de 2013 | 73,5 kg     | Vencedor                      | 26,2 kg   |
| Eduardo      | 23 de setembro de 2013 | 99,7 kg      | 4 de novembro de 2013  | 87,5 kg     | 3º Eliminado Por subir 0,5 kg | 26,2 kg   |
| Filipe       | 25 de outubro de 2013  | 123,5 kg     | 13 de dezembro de 2013 | 100,4 kg    | Finalista                     | 23,1 kg   |
| Leandro      | 23 de setembro de 2013 | 138,2 kg     | 13 de dezembro de 2013 | 109,7 kg    | Finalista                     | 28,5 kg   |
| Marcos       | 23 de setembro de 2013 | 161,6 kg     | 18 de outubro de 2013  | 149,5 kg    | 1º Eliminado Por 0,2 kg       | 12,1 kg   |
| Marina       | 23 de setembro de 2013 | 105 kg       | 13 de dezembro de 2013 | 75,9 kg     | Finalista                     | 29,1 kg   |
| Mila         | 25 de outubro de 2013  | 95,2 kg      | 25 de novembro de 2013 | 88 kg       | 5º Eliminado Por subir 0,3 kg | 7,2 kg    |
| Sabó         | 8 de novembro de 2013  | 105,4 kg     | 6 de dezembro de 2013  | 85,7 kg     | 6º Eliminado Por 0,3 kg       | 19,7 kg   |
| Sabó         | 23 de setembro de 2013 | 105,4 kg     | 4 de novembro de 2013  | 91,9 kg     | 4º Eliminado Por subir 0,8 kg | 19,7 kg   |
| Tatiane      | 2 de dezembro de 2013  | 110,3 kg     | 13 de dezembro de 2013 | 103,4 kg    | Finalista                     | 6,9 kg    |
| Vitor        | 23 de setembro de 2013 | 144,6 kg     | 13 de dezembro de 2013 | 111,4 kg    | Finalista                     | 33,2 kg   |

### Segunda temporada
A segunda temporada estreou em 13 de janeiro de 2014, com a apresentação dos oito participantes e terminou em 18 de julho de 2014, com a escolha do vencedor.
| Participante | Data de entrada       | Peso inicial | Data de elim./alta    | Último peso | Estado                        | Emagreceu |
| ------------ | --------------------- | ------------ | --------------------- | ----------- | ----------------------------- | --------- |
| Ana          | 17 de janeiro de 2014 | 123,3 kg     | 5 de março de 2014    | 108,6 kg    | 3º Eliminado Por subir 0,1 kg | 14,7 kg   |
| Angela       | 17 de janeiro de 2014 | 126,7 kg     | 18 de julho de 2014   | 83,6 kg     | Finalista                     | 43,1 kg   |
| Carol        | 14 de março de 2014   | 119,6 kg     | 2 de junho de 2014    | 100,4 kg    | 7º Eliminado Por subir 1,2 kg | 19,2 kg   |
| Dani         | 17 de janeiro de 2014 | 107,4 kg     | 20 de janeiro de 2014 | 103,9 kg    | 1º Eliminado Por votação      | 3,5 kg    |
| David        | 17 de janeiro de 2014 | 149,6 kg     | 18 de julho de 2014   | 79,5 kg     | Vencedor                      | 70,1 kg   |
| Fabíola      | 23 de maio de 2014    | 113,7 kg     | 18 de julho de 2014   | 97,2 kg     | Finalista                     | 16,5 kg   |
| Francine     | 14 de março de 2014   | 134,9 kg     | 20 de junho de 2014   | 107,1 kg    | 8º Eliminado Por 0,5 kg       | 27,8 kg   |
| Geraldo      | 17 de janeiro de 2014 | 129,6 kg     | 20 de janeiro de 2014 | 122,7 kg    | 2º Eliminado Por votação      | 6,9 kg    |
| Jéssica      | 17 de janeiro de 2014 | 117,7 kg     | 7 de março de 2014    | 99,7 kg     | 4º Eliminado Por 0,1 kg       | 18 kg     |
| Marcelo      | 23 de maio de 2014    | 130,5 kg     | 18 de julho de 2014   | 107,6 kg    | Finalista                     | 22,9 kg   |
| Paulo        | 17 de janeiro de 2014 | 156,9 kg     | 18 de julho de 2014   | 96,3 kg     | Finalista                     | 60,6 kg   |
| Phellippe    | 17 de janeiro de 2014 | 159,4 kg     | 18 de julho de 2014   | 99,5 kg     | Finalista                     | 59,9 kg   |
| Rodrigo      | 17 de janeiro de 2014 | 131,1 kg     | 16 de maio de 2014    | 85,1 kg     | 5º Eliminado Por 0,1 kg       | 46 kg     |
| Vanessa      | 6 de junho de 2014    | 163,7 kg     | 18 de julho de 2014   | 114,5 kg    | Finalista                     | 49,2 kg   |
| Vanessa      | 17 de janeiro de 2014 | 163,7 kg     | 16 de maio de 2014    | 124,3 kg    | 6º Eliminado Por 0,4 kg       | 49,2 kg   |

### Terceira temporada
A terceira temporada estreou em 21 de julho de 2014, dessa vez os participantes competirão em duplas (quatro duplas ao todo). Terminou em 23 de dezembro de 2014, com a escolha do vencedor.
| Participante               | Data de entrada        | Peso inicial | Data de elim./alta     | Último peso | Estado                        | Emagreceu |
| -------------------------- | ---------------------- | ------------ | ---------------------- | ----------- | ----------------------------- | --------- |
| Alexandra Dupla de Fabiana | 21 de novembro de 2014 | 110,6 kg     | 23 de dezembro de 2014 | 80,2 kg     | Finalista                     | 30,4 kg   |
| Alexandra Dupla de Fabiana | 25 de julho de 2014    | 110,6 kg     | 15 de setembro de 2014 | 96,4 kg     | 1º Eliminado Por subir 1,3 kg | 30,4 kg   |
| Fabiana Dupla de Alexandra | 21 de novembro de 2014 | 127,9 kg     | 23 de dezembro de 2014 | 90,1 kg     | Finalista                     | 37,8 kg   |
| Fabiana Dupla de Alexandra | 25 de julho de 2014    | 127,9 kg     | 15 de setembro de 2014 | 109,8 kg    | 1º Eliminado Pela dupla       | 37,8 kg   |
| Henrique Dupla de Leandro  | 25 de julho de 2014    | 120,9 kg     | 23 de dezembro de 2014 | 79,7 kg     | Finalista                     | 41,2 kg   |
| Leandro Dupla de Henrique  | 25 de julho de 2014    | 216,3 kg     | 23 de dezembro de 2014 | 141,5 kg    | Finalista                     | 74,8 kg   |
| Ingred Dupla de Mayara     | 07 de novembro de 2014 | 118,8 kg     | 23 de dezembro de 2014 | 105,7 kg    | Finalista                     | 13,1 kg   |
| Mayara Dupla de Ingred     | 07 de novembro de 2014 | 162,2 kg     | 23 de dezembro de 2014 | 140 kg      | Finalista                     | 22,2 kg   |
| Jéssica Dupla de Luana     | 19 de setembro de 2014 | 111,8 kg     | 03 de novembro de 2014 | 99,3 kg     | 2º eliminado Por subir 0,1 kg | 12,5 kg   |
| Luana Dupla de Jéssica     | 19 de setembro de 2014 | 125,1 kg     | 03 de novembro de 2014 | 110,5 kg    | 2º eliminado Pela dupla       | 14,6 kg   |
| Kauê Dupla de Mariana      | 25 de julho de 2014    | 198,9 kg     | 23 de dezembro de 2014 | 128,9 kg    | Vencedor                      | 70 kg     |
| Mariana Dupla de Kauê      | 25 de julho de 2014    | 144,9 kg     | 23 de dezembro de 2014 | 101,2 kg    | Vencedora                     | 43,7 kg   |
| Pepê Dupla de PH           | 25 de julho de 2014    | 162,1 kg     | 14 de novembro de 2014 | 117,4 kg    | 3º eliminado Pela dupla       | 44,7 kg   |
| PH Dupla de Pepê           | 25 de julho de 2014    | 181,1 kg     | 14 de novembro de 2014 | 133,5 kg    | 3º eliminado Por 0,2 kg       | 47,6 kg   |

### Quarta temporada
A quarta temporada estreou em 9 de fevereiro de 2015, com uma nova identidade visual e a apresentação de oito participantes, voltando a competir individualmente.
| Participante          | Data de entrada         | Peso inicial | Data de elim./alta      | Último peso | Estado                        | Emagreceu |
| --------------------- | ----------------------- | ------------ | ----------------------- | ----------- | ----------------------------- | --------- |
| Adilson               | 24 de abril de 2015     | 123 kg       | 12 de junho de 2015     | 101,6 kg    | Finalista                     | 21,4 kg   |
| Cleiton               | 13 de fevereiro de 2015 | 167,7 kg     | 22 de abril de 2015     | 132 kg      | Desistiu                      | 35,7 kg   |
| Daniel                | 13 de fevereiro de 2015 | 161,1 kg     | 12 de junho de 2015     | 110,9 kg    | Vencedor                      | 50,2 kg   |
| Katia                 | 17 de abril de 2015     | 114,5 kg     | 12 de junho de 2015     | 94,3 kg     | Finalista                     | 20,2 kg   |
| Laercio               | 13 de fevereiro de 2015 | 150,5 kg     | 27 de fevereiro de 2015 | 144 kg      | 1º eliminado Por 0,3 kg       | 6,5 kg    |
| Liliane               | 13 de fevereiro de 2015 | 119,3 kg     | 12 de junho de 2015     | 89,3 kg     | Finalista                     | 30 kg     |
| Mayara (3ª Temporada) | 13 de fevereiro de 2015 | 137,2 kg     | 10 de Abril de 2015     | 117,7 kg    | 2º eliminado Por 1 kg         | 19,5 kg   |
| Murilo                | 13 de fevereiro de 2015 | 135,8 kg     | 12 de junho de 2015     | 91,3 kg     | Finalista                     | 44,5 kg   |
| Nice                  | 13 de fevereiro de 2015 | 99,1 kg      | 12 de junho de 2015     | 67,8 kg     | Finalista                     | 31,3 kg   |
| Sérgio                | 06 de março de 2015     | 113,9 kg     | 12 de junho de 2015     | 86,3 kg     | Finalista                     | 27,6 kg   |
| Vivian                | 13 de fevereiro de 2015 | 114,8 kg     | 11 de Maio de 2015      | 91,4 kg     | 3° Eliminado Por subir 0,2 kg | 23.4 kg   |

Obs.: Ingred e Mayara da terceira temporada voltaram para competir pela última vaga da quarta temporada. Mayara conseguiu ganhar mais uma chance após receber 65% do voto público.

### Quinta Temporada
Com a extinção do Programa da Tarde o quadro "Além do Peso" migrou para o programa Hoje em Dia, porém com algumas mudanças. O elenco de competidores passou a ser composto totalmente por famosos, a divisão dos oito participantes em dois grupos, azul e amarelo, comandados por Karina Bacchi e Mirella Santos respectivamente e a não realização das pesagens de segunda-feira. A quinta temporada estreou em 2 de outubro de 2015 com a apresentação dos oito participantes.
|  | Participante        | Data de entrada      | Peso inicial | Data de elim./alta     | Último peso | Estado                  | Emagreceu | Profissão                        |
|  | ------------------- | -------------------- | ------------ | ---------------------- | ----------- | ----------------------- | --------- | -------------------------------- |
|  | Ana Paula Pituxita  | 2 de outubro de 2015 | 100 kg       | 23 de dezembro de 2015 | 82,5 kg     | Finalista               | 17,5 kg   | Ex-Paquita                       |
|  | André Gabeh         | 2 de outubro de 2015 | 141,9 kg     | 23 de dezembro de 2015 | 99,7 kg     | Finalista               | 42,2 kg   | Ex-BBB                           |
|  | Eliana de Lima      | 2 de outubro de 2015 | 93,4 kg      | 20 de novembro de 2015 | 81,1 kg     | 2º Eliminado Por 0,2 kg | 12,3 kg   | Cantora                          |
|  | Josiane Lira        | 9 de outubro de 2015 | 131 kg       | 23 de dezembro de 2015 | 109,3 kg    | Finalista               | 21,7 kg   | Passista plus size da Grande Rio |
|  | Kátia Cipriano      | 2 de outubro de 2015 | 104,3 kg     | 6 de outubro de 2015   | 104,3 kg    | Desistiu                | 0 kg      | Cantora                          |
|  | Marcelo Tchakabum   | 2 de outubro de 2015 | 131,1 kg     | 23 de dezembro de 2015 | 101,2 kg    | Finalista               | 29,9 kg   | Cantor                           |
|  | Marquynhos Sensação | 2 de outubro de 2015 | 130,1 kg     | 20 de novembro de 2015 | 112,2 kg    | 1º Eliminado Por 0,3 kg | 17,9 kg   | Cantor                           |
|  | Rafael Vannucci     | 2 de outubro de 2015 | 140,3 kg     | 23 de dezembro de 2015 | 107,2 kg    | Vencedor                | 33,1 kg   | Cantor e produtor musical        |
|  | Thaís Carla         | 2 de outubro de 2015 | 161,4 kg     | 23 de dezembro de 2015 | 126,7 kg    | Finalista               | 34,7 kg   | Bailarina                        |

## Equipe
O quadro conta com uma equipe de especialistas na área da obesidade.
- A endocrinologista Rosa Rahmi
- A nutricionista Bianca Naves
- O preparador físico Alexandre Bró
- O psicólogo Alessandro Vianna

Retirados
- O nutrólogo Thiago Volpi
- A psicóloga Vanessa Carminatti